# Lijst van rijksmonumenten aan de Reguliersgracht
Een overzicht van de 80 rijksmonumenten aan de Reguliersgracht in Amsterdam.
| Object | Oorspronkelijke functie? | Bouwjaar                         | Architect | Locatie              | Coördinaten?                  | Nr.? | Afbeelding                                     |
| --- | ------------------------ | -------------------------------- | --------- | -------------------- | ----------------------------- | ---- | ---------------------------------------------- |
| Achterste deel van herengracht 534                                                                                                | Gebouw                   |                                  |           | Reguliersgracht 1    | 52° 21' 52" NB, 4° 53' 46" OL | 4878 | Achterste deel van herengracht 534             |
| Pand met klokgevel onder siertrossen                                                                                              | Gebouw                   | tweede helft 17e eeuw            |           | Reguliersgracht 3    | 52° 21' 52" NB, 4° 53' 46" OL | 4879 | Pand met klokgevel onder siertrossen           |
| Pand met gevel onder rechte lijst met consoles                                                                                    | Gebouw                   | 17e/18e eeuw                     |           | Reguliersgracht 7    | 52° 21' 52" NB, 4° 53' 46" OL | 4880 | Meer afbeeldingen                              |
| Pand met gevel onder rechte lijst                                                                                                 | Gebouw                   | 17e/19e eeuw                     |           | Reguliersgracht 9    | 52° 21' 52" NB, 4° 53' 47" OL | 4881 | Meer afbeeldingen                              |
| Pakhuis met puntgevel | Gebouw                   | tweede helft 17e eeuw            |           | Reguliersgracht 11   | 52° 21' 51" NB, 4° 53' 46" OL | 4882 | Meer afbeeldingen                              |
| Pakhuis met puntgevel | Gebouw                   | tweede helft 17e eeuw            |           | Reguliersgracht 13A  | 52° 21' 51" NB, 4° 53' 46" OL | 4883 | Meer afbeeldingen                              |
| Pand met gevel onder rechte lijst                                                                                                 | Gebouw                   | 17e/19e eeuw                     |           | Reguliersgracht 15   | 52° 21' 51" NB, 4° 53' 47" OL | 4884 | Meer afbeeldingen                              |
| Pand met halsgevel | Gebouw                   | 17e/19e eeuw                     |           | Reguliersgracht 17A  | 52° 21' 51" NB, 4° 53' 47" OL | 4885 | Meer afbeeldingen                              |
| Huis, vanwege de zandstenen onderdelen van de gevelhals                                                                           | Gebouw                   | tweede helft 17e eeuw            |           | Reguliersgracht 19   | 52° 21' 51" NB, 4° 53' 46" OL | 4886 | Meer afbeeldingen                              |
| Pand met halsgevel | Gebouw                   | 17e/18e/19e eeuw                 |           | Reguliersgracht 21A  | 52° 21' 51" NB, 4° 53' 46" OL | 4887 | Meer afbeeldingen                              |
| Pand met zandstenen gevel op hardstenen voet en onder rechte lijst                                                                | Gebouw                   | derde kwart 19e eeuw             |           | Reguliersgracht 29   | 52° 21' 50" NB, 4° 53' 46" OL | 4888 | Meer afbeeldingen                              |
| Pand met gevel onder rechte lijst                                                                                                 | Gebouw                   | eerste helft 19e eeuw            |           | Reguliersgracht 31   | 52° 21' 50" NB, 4° 53' 47" OL | 4889 | Meer afbeeldingen                              |
| Pand met gevel onder rechte lijst met dakkapel                                                                                    | Gebouw                   | 18e/19e eeuw                     |           | Reguliersgracht 35   | 52° 21' 49" NB, 4° 53' 46" OL | 4890 | Meer afbeeldingen                              |
| Pand met klokgevel onder siertrossen                                                                                              | Gebouw                   | tweede helft 17e eeuw            |           | Reguliersgracht 37   | 52° 21' 49" NB, 4° 53' 46" OL | 4891 | Meer afbeeldingen                              |
| Hoekhuis met klokgevel | Gebouw                   | 17e/18e eeuw                     |           | Reguliersgracht 39   | 52° 21' 49" NB, 4° 53' 46" OL | 4892 | Meer afbeeldingen                              |
| Pand met gevel met klokvormige rollagentop fronton                                                                                | Gebouw                   | 17e/19e eeuw                     |           | Reguliersgracht 41   | 52° 21' 47" NB, 4° 53' 47" OL | 4893 | Meer afbeeldingen                              |
| Huis onder dwarsdak met rechte lijst                                                                                              | Gebouw                   | 18e/19e eeuw                     |           | Reguliersgracht 43   | 52° 21' 47" NB, 4° 53' 47" OL | 4894 | Meer afbeeldingen                              |
| Pand met gevel onder verhoogde lijst met consoles en triglyfen                                                                    | Gebouw                   | tweede kwart 18e eeuw            |           | Reguliersgracht 51   | 52° 21' 46" NB, 4° 53' 47" OL | 4895 | Meer afbeeldingen                              |
| Huis onder dwars dak | Gebouw                   | 17e eeuw                         |           | Reguliersgracht 55   | 52° 21' 46" NB, 4° 53' 47" OL | 4896 | Meer afbeeldingen                              |
| Huis met gevel in middeleeuwse trant maar met neorenaissance details, opmerkelijke houten pui, van de gangbare afwijkende kleuren | Gebouw                   | derde kwart 19e eeuw             |           | Reguliersgracht 57   | 52° 21' 46" NB, 4° 53' 47" OL | 4897 | Meer afbeeldingen                              |
| Huis met zeer originele gevel in middeleeuwse trant maar met neorenaissance details                                               | Gebouw                   | tweede helft 19e eeuw            |           | Reguliersgracht 63A  | 52° 21' 45" NB, 4° 53' 47" OL | 4898 | Meer afbeeldingen                              |
| Pand met gevel onder rechte lijst                                                                                                 | Gebouw                   | eerste helft 19e eeuw            |           | Reguliersgracht 65A  | 52° 21' 45" NB, 4° 53' 47" OL | 4899 | Meer afbeeldingen                              |
| Pand met gevel onder rechte lijst                                                                                                 | Gebouw                   | eerste helft 19e eeuw            |           | Reguliersgracht 67   | 52° 21' 45" NB, 4° 53' 47" OL | 4900 | Meer afbeeldingen                              |
| Hoekhuis onder gezamenlijk schilddak met herengracht 532                                                                          | Woonhuis                 | tweede helft 17e eeuw            |           | Reguliersgracht 2    | 52° 21' 52" NB, 4° 53' 44" OL | 4909 | Upload foto                                    |
| Pand met gevel onder rechte lijst met dakkapel                                                                                    | Woonhuis                 | mogelijk midden 19e eeuw         |           | Reguliersgracht 4    | 52° 21' 52" NB, 4° 53' 44" OL | 4910 | Pand met gevel onder rechte lijst met dakkapel |
| Pand met gevel onder rechte lijst                                                                                                 | Gebouw                   | 18e/19e eeuw                     |           | Reguliersgracht 6    | 52° 21' 52" NB, 4° 53' 44" OL | 4911 | Pand met gevel onder rechte lijst              |
| Pand met zandstenen gevel op hardstenen voet en onder rechte lijst                                                                | Gebouw                   | derde kwart 19e eeuw             |           | Reguliersgracht 8    | 52° 21' 52" NB, 4° 53' 44" OL | 4912 | Meer afbeeldingen                              |
| Pand met gevel onder rechte lijst                                                                                                 | Woonhuis                 | 17e/19e eeuw                     |           | Reguliersgracht 10   | 52° 21' 52" NB, 4° 53' 44" OL | 4913 | Meer afbeeldingen                              |
| Pand met gevel met vensterhekjes                                                                                                  | Woonhuis                 | 18e/19e eeuw                     |           | Reguliersgracht 12   | 52° 21' 51" NB, 4° 53' 44" OL | 4914 | Meer afbeeldingen                              |
| Pand met halsgevel | Gebouw                   | 17e/19e eeuw                     |           | Reguliersgracht 14   | 52° 21' 51" NB, 4° 53' 43" OL | 4915 | Meer afbeeldingen                              |
| Huis, vanwege de zandstenen onderdelen van de gevelhals                                                                           | Gebouw                   | tweede kwart 18e eeuw            |           | Reguliersgracht 16   | 52° 21' 51" NB, 4° 53' 44" OL | 4916 | Meer afbeeldingen                              |
| Pand met gevel onder rechte lijst met dakkapel                                                                                    | Gebouw                   | 17e/19e eeuw                     |           | Reguliersgracht 18   | 52° 21' 51" NB, 4° 53' 44" OL | 4917 | Meer afbeeldingen                              |
| Pand met gevel onder rechte lijst met consoles                                                                                    | Gebouw                   | 18e/19e eeuw                     |           | Reguliersgracht 20   | 52° 21' 51" NB, 4° 53' 44" OL | 4918 | Meer afbeeldingen                              |
| Pand met gepleisterd halsgeveltje                                                                                                 | Gebouw                   | tweede helft 17e eeuw            |           | Reguliersgracht 22   | 52° 21' 51" NB, 4° 53' 44" OL | 4919 | Meer afbeeldingen                              |
| Zeer smal huis met gevel onder gesneden rechte lijst                                                                              | Gebouw                   | 17e/19e eeuw                     |           | Reguliersgracht 24   | 52° 21' 51" NB, 4° 53' 44" OL | 4920 | Meer afbeeldingen                              |
| Pand met gevel onder rechte lijst met dakkapel                                                                                    | Gebouw                   | 1727                             |           | Reguliersgracht 26   | 52° 21' 50" NB, 4° 53' 44" OL | 4921 | Meer afbeeldingen                              |
| Pand met vierraamsgevel onder rechte lijst met dakkapel                                                                           | Gebouw                   | eerste helft 19e eeuw            |           | Reguliersgracht 28   | 52° 21' 50" NB, 4° 53' 44" OL | 4922 | Meer afbeeldingen                              |
| Pand met gevel onder rechte lijst met dakkapel met empire snijraam                                                                | Gebouw                   | eerste kwart 19e eeuw (dakkapel) |           | Reguliersgracht 30   | 52° 21' 50" NB, 4° 53' 44" OL | 4923 | Meer afbeeldingen                              |
| Pand met halsgevel | Gebouw                   | 1700, kort na                    |           | Reguliersgracht 32   | 52° 21' 50" NB, 4° 53' 44" OL | 4924 | Meer afbeeldingen                              |
| Pand met gevel onder zandstenen door een adelaar bekroonde klokvormige top met twee versierde stoepen en gesneden deurkalven      | Woonhuis                 | 1734                             |           | Reguliersgracht 34   | 52° 21' 50" NB, 4° 53' 44" OL | 4925 | Meer afbeeldingen                              |
| Pand met halsgevel | Gebouw                   | 17e/19e eeuw                     |           | Reguliersgracht 36   | 52° 21' 49" NB, 4° 53' 44" OL | 4926 | Meer afbeeldingen                              |
| Hoekhuis onder gezamenlijk schilddak met keizersgracht 661                                                                        | Gebouw                   | tweede helft 17e eeuw            |           | Reguliersgracht 38   | 52° 21' 49" NB, 4° 53' 44" OL | 4927 | Meer afbeeldingen                              |
| Huis onder dwars dak met versierde stoep, kelderpui en deurpartij                                                                 | Gebouw                   | 17e/18e eeuw                     |           | Reguliersgracht 40   | 52° 21' 47" NB, 4° 53' 44" OL | 4928 | Meer afbeeldingen                              |
| Huis onder dwars met empire deurpartij                                                                                            | Gebouw                   | tweede helft 17e eeuw            |           | Reguliersgracht 42   | 52° 21' 47" NB, 4° 53' 44" OL | 4929 | Meer afbeeldingen                              |
| Pakhuis met puntgevel | Gebouw                   | eind 17e eeuw                    |           | Reguliersgracht 50   | 52° 21' 46" NB, 4° 53' 44" OL | 4930 | Meer afbeeldingen                              |
| Pand met gevel met vensteromlijstingen                                                                                            | Gebouw                   | 18e/19e eeuw                     |           | Reguliersgracht 54   | 52° 21' 46" NB, 4° 53' 44" OL | 4931 | Meer afbeeldingen                              |
| Pand met gevel onder rechte lijst                                                                                                 | Gebouw                   | mogelijk eerste helft 19e eeuw   |           | Reguliersgracht 56   | 52° 21' 46" NB, 4° 53' 45" OL | 4932 | Meer afbeeldingen                              |
| Pand met halsgevel met pui en deurpartij                                                                                          | Woonhuis                 | 17e/19e eeuw                     |           | Reguliersgracht 60   | 52° 21' 46" NB, 4° 53' 45" OL | 4933 | Meer afbeeldingen                              |
| Hoekhuis, gevel met afgeronde hoek onder rechte lijst                                                                             | Gebouw                   | midden 19e eeuw                  |           | Reguliersgracht 68   | 52° 21' 45" NB, 4° 53' 45" OL | 4934 | Meer afbeeldingen                              |
| Ouder hoekhuis met gevel onder rechte lijst                                                                                       | Woonhuis                 | derde kwart 19e eeuw             |           | Reguliersgracht 70   | 52° 21' 44" NB, 4° 53' 45" OL | 4935 | Meer afbeeldingen                              |
| Pand met halsgevel | Gebouw                   | 18e/19e eeuw                     |           | Reguliersgracht 74   | 52° 21' 44" NB, 4° 53' 45" OL | 4936 | Meer afbeeldingen                              |
| Pand met puntgevel met empire deurpartij                                                                                          | Woonhuis                 | 1711                             |           | Reguliersgracht 76   | 52° 21' 44" NB, 4° 53' 45" OL | 4937 | Meer afbeeldingen                              |
| Pand met vierraamsgevel onder rechte lijst met dakkapel                                                                           | Gebouw                   | mogelijk midden 19e eeuw         |           | Reguliersgracht 78A  | 52° 21' 44" NB, 4° 53' 45" OL | 4938 | Meer afbeeldingen                              |
| Pand met gevel onder rechte lijst met rozetten en dakkapel met hardstenen onderpui en stoeppalen en empire vensterhekjes          | Woonhuis                 | eerste helft 19e eeuw            |           | Reguliersgracht 80   | 52° 21' 44" NB, 4° 53' 45" OL | 4939 | Meer afbeeldingen                              |
| Pakhuis met puntgevel | Gebouw                   | laat 17e eeuw                    |           | Reguliersgracht 82   | 52° 21' 43" NB, 4° 53' 45" OL | 4940 | Meer afbeeldingen                              |
| Pand met gevel onder rechte lijst met twee consoles                                                                               | Gebouw                   | 18e/19e eeuw                     |           | Reguliersgracht 84   | 52° 21' 43" NB, 4° 53' 45" OL | 4941 | Meer afbeeldingen                              |
| Pand met gevel onder geknikte lijst                                                                                               | Gebouw                   | derde kwart 19e eeuw             |           | Reguliersgracht 86   | 52° 21' 43" NB, 4° 53' 45" OL | 4942 | Meer afbeeldingen                              |
| Pand met gevel onder rechte lijst                                                                                                 | Gebouw                   | 18e/19e eeuw                     |           | Reguliersgracht 88   | 52° 21' 43" NB, 4° 53' 45" OL | 4943 | Meer afbeeldingen                              |
| Huis onder plat dak met steile schilden                                                                                           | Gebouw                   | wellicht 17e eeuw (kern)         |           | Reguliersgracht 90   | 52° 21' 43" NB, 4° 53' 45" OL | 4944 | Meer afbeeldingen                              |
| Hoekhuis met klokgevel tegen de zijgevel een pothuis                                                                              | Gebouw                   | 17e/19e eeuw                     |           | Reguliersgracht 92   | 52° 21' 43" NB, 4° 53' 45" OL | 4945 | Meer afbeeldingen                              |
| Huis achter gemeenschappelijke gevel met het nr 71 onder rechte stenen lijst met attiek                                           | Gebouw                   | 18e/19e eeuw                     |           | Reguliersgracht 69   | 52° 21' 41" NB, 4° 53' 47" OL | 4901 | Meer afbeeldingen                              |
| Huis achter gemeenschappelijke gevel met het nr 69 onder rechte stenen lijst met attiek                                           | Woonhuis                 | 18e/19e eeuw                     |           | Reguliersgracht 71   | 52° 21' 41" NB, 4° 53' 47" OL | 4902 | Meer afbeeldingen                              |
| Pand met halsgevel | Gebouw                   | tweede helft 18e eeuw            |           | Reguliersgracht 73I  | 52° 21' 40" NB, 4° 53' 47" OL | 4903 | Meer afbeeldingen                              |
| Pand met halsgevel | Gebouw                   | tweede kwart 18e eeuw            |           | Reguliersgracht 75   | 52° 21' 40" NB, 4° 53' 47" OL | 4904 | Meer afbeeldingen                              |
| Pand met halsgevel met twee oeils-de-boeuf en empire deur                                                                         | Gebouw                   | eerste kwart 18e eeuw            |           | Reguliersgracht 83   | 52° 21' 40" NB, 4° 53' 47" OL | 4905 | Meer afbeeldingen                              |
| Pand met halsgevel met twee oeils-de boeuf                                                                                        | Gebouw                   | eerste kwart 18e eeuw            |           | Reguliersgracht 91   | 52° 21' 39" NB, 4° 53' 47" OL | 4906 | Meer afbeeldingen                              |
| Pand met halsgevel met twee oeils-de-boeuf                                                                                        | Woonhuis                 | eerste kwart 18e eeuw            |           | Reguliersgracht 93   | 52° 21' 39" NB, 4° 53' 47" OL | 4907 | Meer afbeeldingen                              |
| Pand met gevel onder rechte lijst                                                                                                 | Woonhuis                 | 18e/19e eeuw                     |           | Reguliersgracht 95   | 52° 21' 39" NB, 4° 53' 47" OL | 4908 | Meer afbeeldingen                              |
| Pand met gevel onder rechte lijst                                                                                                 | Gebouw                   | 18e eeuw                         |           | Reguliersgracht 94   | 52° 21' 41" NB, 4° 53' 45" OL | 4946 | Meer afbeeldingen                              |
| Pand met klokgevel | Gebouw                   | tweede helft 17e eeuw            |           | Reguliersgracht 98   | 52° 21' 40" NB, 4° 53' 45" OL | 4947 | Meer afbeeldingen                              |
| Pand met klokgevel | Woonhuis                 | tweede helft 17e eeuw            |           | Reguliersgracht 100  | 52° 21' 40" NB, 4° 53' 45" OL | 4948 | Meer afbeeldingen                              |
| Pand met klokgevel | Woonhuis                 | tweede helft 17e eeuw            |           | Reguliersgracht 102  | 52° 21' 40" NB, 4° 53' 45" OL | 4949 | Meer afbeeldingen                              |
| Dwarshuis van het type 'wevershuizen' in het noortse bos verhoogd                                                                 | Gebouw                   | ca. 1670                         |           | Reguliersgracht 110  | 52° 21' 39" NB, 4° 53' 45" OL | 4950 | Meer afbeeldingen                              |
| Huis onder schilddak | Gebouw                   | 18e/19e eeuw                     |           | Reguliersgracht 112H | 52° 21' 39" NB, 4° 53' 45" OL | 4951 | Meer afbeeldingen                              |
| Huis met daklijst, deur en vensteromlijstingen en stoephekken                                                                     | Gebouw                   | 18e/19e eeuw                     |           | Reguliersgracht 114  | 52° 21' 38" NB, 4° 53' 45" OL | 4952 | Meer afbeeldingen                              |
| Huis onder schilddak | Gebouw                   | 18e/19e eeuw                     |           | Reguliersgracht 116  | 52° 21' 38" NB, 4° 53' 45" OL | 4953 | Meer afbeeldingen                              |
| Huis onder schilddak | Gebouw                   | 18e eeuw                         |           | Reguliersgracht 122  | 52° 21' 38" NB, 4° 53' 45" OL | 4954 | Meer afbeeldingen                              |
| Hoekhuis onder schilddak met gepleisterde gevels op afgeschuinde omlopende pui                                                    | Gebouw                   | derde kwart 18e eeuw             |           | Reguliersgracht 124  | 52° 21' 38" NB, 4° 53' 45" OL | 4955 | Meer afbeeldingen                              |
| Hoekpand met gevels onder rechte lijst met balustrade                                                                             | Gebouw                   | derde kwart 19e eeuw             |           | Reguliersgracht 126  | 52° 21' 37" NB, 4° 53' 45" OL | 4956 | Meer afbeeldingen                              |
| Deel van een huizenblok onder schilddak, met lisenengevel                                                                         | Gebouw                   | 17e/19e eeuw                     |           | Reguliersgracht 134A | 52° 21' 36" NB, 4° 53' 45" OL | 4957 | Meer afbeeldingen                              |